# Alfred Schieske
Alfred Schieske (né le 6 septembre 1908 à Stuttgart, mort le 14 juillet 1970 à Berlin) est un acteur allemand.

## Biographie
Fils d'un Allemand et d'une Française, il suit les cours de Willy Reichert et commence à 19 ans au Staatstheater Stuttgart. Il joue ensuite à Heidelberg, Esslingen am Neckar, Bochum et Cologne. En 1940, il accepte l'invitation de Gustaf Gründgens d'entrer au Berliner Staatstheater. Vers la fin de la guerre, il fait partie de la Gottbegnadeten-Liste.
Après la guerre, il revient à Cologne d'abord puis a un engagement au Theater am Schiffbauerdamm à Berlin de 1947 à 1950. Il apparaît après au Schillertheater et au Schlosspark Theater puis à Düsseldorf, Recklinghausen, Jagsthausen et dans des festivals.
Alfred Schieske commence une carrière au cinéma en 1941. Dans les années 1960, il est présent dans des téléfilms adaptations d'œuvres littéraires.
Son fils Geriet Schieske sera aussi acteur.

## Filmographie
- 1941 : Friedemann Bach
- 1941 : Das tapfere Schneiderlein
- 1943 : Le Foyer perdu
- 1944 : Meine vier Jungens
- 1945 : Die Schenke zur ewigen Liebe
- 1945 : Der Puppenspieler
- 1948 : L'Affaire Blum
- 1948 : Ballade berlinoise
- 1949 : Quartett zu fünft
- 1949 : Der Biberpelz
- 1950 : Odette, agent S 23
- 1950 : C'est arrivé un jour
- 1951 : Die Schuld des Dr. Homma
- 1952 : Großstadtgeheimnis
- 1952 : La Vigne joyeuse
- 1953 : Inspektor Tondi
- 1955 : Le 20 Juillet
- 1955 : Des enfants, des mères et un général
- 1956 : Nacht der Entscheidung
- 1959 : Dorothea, La fille du pasteur
- 1960 : Der Fehltritt
- 1960 : Le Passage du Rhin
- 1961 : Wer einmal aus dem Blechnapf frißt
- 1962 : Jeder stirbt für sich allein
- 1963 : Das Leben ein Traum
- 1965 : Romulus der Große
- 1965 : Überstunden
- 1965 : Das Kriminalmuseum – Die Brille
- 1966 : Der Richter von London
- 1967 : Kollege Crampton
- 1967 : Wo liegt Jena?
- 1968 : Von Mäusen und Menschen
- 1968 : Flachsmann als Erzieher
- 1968 : Die Wilde
- 1969 : Bitte recht freundlich, es wird geschossen
- 1967 : Michael Kohlhaas
- 1969 : Zehn kleine Negerlein
- 1970 : Unter den Dächern von St. Pauli (de)
- 1970 : Fifi Brindacier et les Pirates
- 1970 : Peenemünde
- 1971 : Das Feuerwerk

## Source de la traduction
- (de) Cet article est partiellement ou en totalité issu de l’article de Wikipédia en allemand intitulé « Alfred Schieske » (voir la liste des auteurs).